# メルヴィン・カルヴィン
メルヴィン・エリス・カルヴィン（Melvin Ellis Calvin, 1911年4月8日 – 1997年1月8日）はアメリカ合衆国の化学者。カルビン・ベンソン回路をアンドリュー・ベンソンとジェームズ・バッシャムと共に発見し、それによって1961年にノーベル化学賞を受賞した。

## 来歴
アメリカ合衆国のミネソタ州セントポールでリトアニア・グルジア系ユダヤ移民の子供として生まれたカルヴィンは、1931年にミシガン工科大学を卒業し、1935年にはミネソタ大学から博士号を得た。その後、マンチェスター大学で博士研究員として4年間在籍した。1942年に Genevieve Jemtegaard と結婚し、2人の娘と1人の息子を持った。
1937年にカリフォルニア大学バークレー校に講師として加わり、1947年に化学の教授に昇進した。1963年には分子生物学の教授の肩書きが追加された。彼は化学生物動力学研究所の創立者かつ所長であり、同時に1980年に多くの研究を指導し、引退するまでバークレー放射線研究所の副所長だった。
彼はジョン・F・ケネディとリンドン・B・ジョンソンのもとで科学諮問委員会と科学技術政策局の顧問を勤めた。また、アメリカ科学アカデミーに選出され、科学公共政策の委員長やロンドン王立協会、日本学士院、オランダ王立科学アカデミーにも就任した。

## 業績
放射性同位体である炭素14をトレーサーとして用いることにより、カルヴィンらは、光合成では最初に大気中の二酸化炭素が吸収され、炭水化物や他の有機物に変換されるという炭素の完全な移動を図示した。その際にカルヴィンのチームは従来信じられていた二酸化炭素にではなく、クロロフィルに日光が作用することで有機化合物の生成が促されることを示した。活発な研究の最後の年に再生可能資源としての石油生産プラントの使用についての研究をした。また、生物の化学的進化について長年研究を行い、1969年にそれを主題とした本を出版した。さらに、有機地球化学や発癌の化学、月の石の分析に関する研究も行った。

## 栄誉
- 1955年 - センテナリー賞
- 1957年 - レムセン賞
- 1958年 - ウィリアム・H・ニコルズ賞
- 1961年 ノーベル化学賞
- 1964年 - デービーメダル（王立協会）
- 1965年 - ベーカリアン・メダル（王立協会）
- 1977年 - ウィラード・ギブズ賞（アメリカ化学会）
- 1978年 - プリーストリー賞（アメリカ化学会）
- 1979年 - アメリカ化学者協会ゴールドメダル
- 1989年 - アメリカ国家科学賞